# Enrico Dandolo (patriot)
Enrico Dandolo, född 26 juni 1827 i Varese, Lombardiet, Italien, död 3 juni 1849 i Rom, var en italiensk patriot och betydande person för Italiens enande. Han var son till Tullio Dandolo.
Dandolo deltog i flera avgörande strider. Han stupade i närheten av Villa Corsini.